# Altes Theater Helena Modrzejewska
Das Alte Theater Helena Modrzejewska (polnisch Stary Teatr im. Heleny Modrzejewskiej) ist ein Theaterbauwerk für Oper und Schauspiel in der kleinpolnischen Stadt Krakau.

## Lage
Das Theater befindet sich im Westen der Krakauer Altstadt auf dem Szczepański-Platz unweit der Planty. Der Haupteingang des Theaters befindet sich auf der Ostseite des Baus.

## Geschichte
Das Theater wurde am 20. Oktober 1781 von Feliks Oraczewski eröffnet und ist damit eine der ältesten polnischen Bühnen, die durchgehend bespielt wird. Jacek Kluszewski übernahm das Theater 1798 und es zog in sein heutiges Gebäude. Es wurde später nach der Krakauer Schauspielerin Helena Modrzejewska benannt.